# Петров кръст
Петровият кръст (Lilium martagon) е многогодишно тревисто луковично растение от семейство Кремови. Луковицата е жълта, с яйцевидна форма, дълга около 5 cm. Листата му са в прешлени, цветовете му – от розово през червено до лилави на цвят, в гроздовидни съцветия. Образува шестстенна, закръглена плодна кутийка. Семената са кафяви и плоски. Петровият кръст цъфти през юни и юли, а неговите семена узряват през август. 
Среща се в тревисти, храсталачни, каменисти и горски (по-често широколистни, по-рядко иглолистни) местности в цяла България, между 1000 и 2000 м надморска височина. То е широко разпространено растение в региона от Централна Европа, на изток през Северна Азия до Монголия и Корея.
Петровият кръст е защитен от Закона за биологичното разнообразие.